# Sparangerkeessee
Der Sparangerkeessee ist ein See in der Gemeinde Bad Gastein im österreichischen Bundesland Salzburg.

## Geografie
Der Sparangerkeessee liegt auf einer Höhe von 2775 m ü. A. in der Katastralgemeinde Böckstein und im Nationalpark Hohe Tauern. Der See erstreckt sich über eine Fläche von 1,43 ha. Er weist eine Länge von 175 m, eine Breite von 110 m und einen Umfang von 470 m auf.
Die umstehenden Berggipfel in der Goldberggruppe sind der 2923 m ü. A. hohe Sparangerkopf im Norden, die bis zu 2988 m ü. A. hohen Murauer Köpfe im Südosten und die 3021 m ü. A. hohen Schlapperebenspitzen im Westen. Der See entwässert über einen Zulauf des Höllkarbachs, der in die Nassfelder Ache mündet. Weitere Gebirgsseen im Einzugsgebiet der Nassfelder Ache sind der Obere und der Untere Bockhartsee sowie der Knappenbäudlsee.

## Ökologie
Der Sparangerkeessee ist ein oligotrophes (nährstoffarmes) Gewässer, dem ein sehr großer ökologischer Wert beigemessen wird. Er grenzt im Norden und Osten an ein kleines Firnfeld.